# École supérieure paneuropéenne

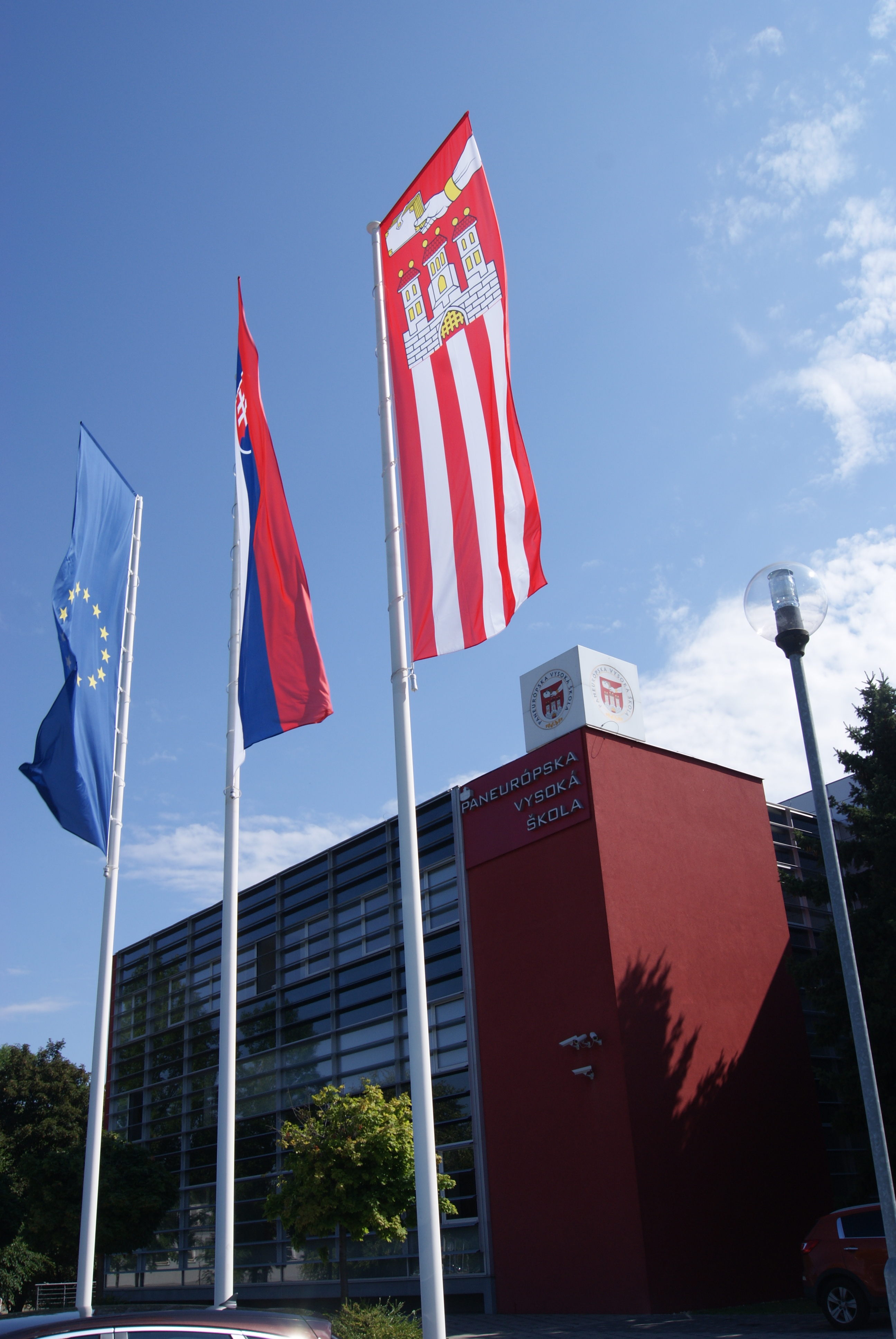
Université paneuropéenne

L’École supérieure paneuropéenne (Paneurópska vysoká škola)  (de sa création en 2004 jusqu'en 2010 École supérieure de droit de Bratislava, Bratislavská vysoká škola práva) est un établissement d'enseignement supérieur privé situé à Bratislava, Slovaquie.

## Facultés
- Faculté de droit (fakulta práva)
- Faculté d'économie et d'entreprenariat (fakulta ekonómie a podnikania)
- Faculté des médias et de la communication (fakulta masmédií)
- Faculté d'informatique (fakulta informatiky)
- Faculté de psychologie (fakulta psychológie)

## Anciens étudiants
- Taťána Malá (née en 1981), femme politique tchèque.